# Устинова, Лидия Абрамовна
Ли́дия Абра́мовна Усти́нова (род. 14 июня 1937) — советская и российская балерина и балетмейстер-постановщик. Народная артистка Российской Федерации (1999). Заслуженная артистка Российской Федерации (1993). Профессор Московского института культуры.

## Биография
Окончила Хореографическое училище Большого театра Союза ССР. В 1958—1979 годы — солистка балета Московского музыкального театра им. К. С. Станиславского и В. И. Немировича-Данченко.
С 1982 года — балетмейстер Государственного академического русского народного хора им. М. Е. Пятницкого. В 1989 году окончила Государственный институт театрального искусства им. А. В. Луначарского по специальности «режиссура балета» (балетмейстер ансамбля народного танца).
С 2004 года — профессор кафедры народного танца Московского института культуры; преподаёт дисциплины «наследие и репертуар», «русский танец», «региональные особенности русского танца», «танцевальный фольклор».

## Творчество
Входит в состав жюри международных фестивалей искусств, фестивалей-конкурсов детского и юношеского художественного творчества.
Автор творческого проекта и председатель жюри Всероссийского фестиваля русского народного танца «По всей России водят хороводы» (с 2008 года).
Автор книги «Русские танцевальные миниатюры Татьяны Устиновой» (М.: Импресарио, 2013. — 340 с. — ISBN 978-5-9904611-1-6) — о танцевальных миниатюрах, созданных народной артисткой СССР Татьяной Алексеевной Устиновой; книга содержит также ноты для музыкального сопровождения танцев и цветные фотографии костюмов и предназначена для исполнителей, хореографов, балетмейстеров, педагогов и студентов средних и высших учебных заведений, изучающих искусство народного танца.

## Награды
- Народная артистка России (22 ноября 1999)[2][3]
- Заслуженная артистка России (16 декабря 1993)[1]